# Застава 101
Застава 101 односно Скала 55/65, популарно звана Стојадин и Кец, била је аутомобил који је од 1971. до 2008. производила фабрика „Застава аутомобили“ из Крагујевца. Настао је на бази тада технички веома модерног Фијата 128, са мало измењеним задњим делом — петим вратима и био један од првих аутомобила произвођених у данас превлађујућој „хечбек” варијанти.
У току своје 37 година дуге производње, од 16. новембра 1971. до 20. новембра 2008. произведен је у укупно 1.045.458 примерака. Милионити примерак произведен је 1991, а рекордна годишња производња била је 1979, када је са монтажних трака сишло 88.918 примерака. Аутомобил је неколико пута технички и естетски унапређиван, али је до краја производње задржао свој препознатљиви облик. Године 1988. добио је назив „Скала” и задржао га до краја производње. Производио се у варијантама са пет и троје врата и најчешће са мотором од 55 коњских снага, запремине 1.100 кубика. Поред лимузине, Застава 101 била је у понуди и као „пикап” доставно возило, које је производила фабрика „Застава специјална возила” из Сомбора и он се производио до 2010. године.
Застава 101 је убрзо по почетку производње стекла статус „националног возила” у СФР Југославији и постала најпродаваније Заставино возило. Због приступачне цене, брзо је преплавила домаће путеве и улице, а постигла је и значајан извозни успех, превасходно у земљама западне и источне Европе, али и широм света. Посебну популарност стекла је у Пољској, где је у периоду од 1975. до 1983. склапана у Фабрици путничких аутомобила (ФСО).

## Настанак модела
Руководство „Завода Црвена застава”, предвођено директором Првославом Раковићем крајем 1960-их трагало је за новим моделом аутомобила којим би употпунили производни програм „Застава аутомобила”, чија се производња и продаја тих година кретала узлазном путањом и из године у годину бележила раст. Они су желели да свој производни програм употпуне породичним аутомобилом, који би се нашао између тада већ легендарне Заставе 750, која је била мали градски аутомобил и Заставе 1300, која је била пословно-породична лимузина. Руководство је током дефинисања какав аутомобил жели, најпре одлучило да запремина мотора мора бити између тадашња два модела (750 и 1.300), а потом и да каросерија новог модела мора бити вишенаменска па класична лимузина (каросерије типа „берлина”) није долазила у обзир. Последње питање које је требало да дефинише нови модел било је питање погона, па се руководство двоумило између погона на предњим или задњим точковима. Пратећи савремене трендове, а посебно тржишни успех британског аутомобила Мини Морис, који је поседовао вучу на предњим точковима са напред попречно постављеним мотором, руководство „Црвене заставе” одлучило је да у свом новом моделу примени исти концепт.
Приликом одабира новог модела руководство „Црвене заставе” помоћ је потражило од својих традиционалних партнера из „Фијата”, који су им понудили да лиценцирану производњу прошире са моделом Фијат 124, али су они то одбили. Готово у исто време производњу овог модела прихватили су партнери из Совјетског Савеза, који су потом основали компанију „АвтоВаз” у граду Тољатију, где је 1970. отпочела производња лиценцираног модела Фијат 124 под називом ВАЗ 2101. Од 1965. Мини Морис се склапао у фабрици „Иноћенте” у Милану, па је „Фијат” одлучио да на сопствене аутомобиле примени нека од нових техничких решења. Нови модел назван Фијат 128, са новим техничким решењима у виду погона на предњим точковима и попречно постављеног мотора од 1.100 кубика, „Фијат” је премијерно представио у пролеће 1969. године. За то време ово је био веома технички напредан аутомобил, са унапређеним системом за управљање и кочење, па је из тих разлога фебруара 1970. проглашен за европски аутомобил године.
Руководство „Црвене заставе” увидело је потенцијал новог модела „Фијат 128”, али нису хтели да производе још један лиценцирани аутомобил, па су са „Фијатом” отпочели преговори да им уступе право над пројектом како би га кориговали у сопствене сврхе. Након дугих преговора, у којима је руководство „Фијата” увидело решеност „Црвене заставе” да се избори за ексклузивно моторно возило, понуђена им је одбачена варијанта Фијата 128 — под радним називом „Фијат 128 б1“. Упоредо са радом на стандардној верзији модела „128“ — са двоје и четворо, Фијатови конструктори, предвођени Данте Ђакозом направили су још неколико верзија — Familiare (караван) са троје и петоро врата и две „брек” (хечбек) са петоро и троје врата. Прва брек верзија имала је дизајн задњег трапа сличан аутомобилу Аутбјнаки Примула, који се производио у Италији од 1964, а друга верзија као Симка 1100, која се производила у Француској од 1967. године. Како тада није била пракса да се аутомобили производе у хечбек варијанти, „Фијат” је одустао од „брек” верзија. Главни инжењер „Фијата” Данет Ђакоза, који је неколико година раније и сам учествовао у изради модела Аутбјнаки Примула, са посебном пажњом пратио је рад на прототипу „X1B1Z5” (хечбек варијанта са петоро врата) чији је дизајн радио Паоло Боано, најпознатији стилиста „Фијата”. Како је руководство „Црвене застава” прихватило овај модел он је преименован у прототип „X1/1 Yugoslavia, 2A”. Други модел (хечбек варијанта са троје врата) носио је првобитно назив „X1B1Z3”, а касније „X1/1 Yugoslavia, 1A” и он је 1971. послужио као узор за модел „Фијат 127“. Касније се испоставило да је препуштање овог модела „Црвеној застави”, била грешка „Фијата” јер је она постала произвођач једног од првих модерних „хечбек“ возила.
Упоредо са преговорима око новог модела, „Црвена застава” је са „Фијатом” 23. фебруара 1968. потписала Уговор о техничко-производној сарадњи и заједничком улагању у циљу повећања капацитета на 70.000 путничких возила и 5.000 камиона годишње. Ово је био први Уговор такве врсте у Југославији и по њему је „Фијат” уложио у „Црвену заставу” 5 милиона долара. Годину дана касније, 22. маја 1969. руководства „Фијата” и „Црвене заставе” потписале су допуну Уговора, којом је била предвиђена реконструкција производних капацитета, као и изградња нових објеката за производњу 170.000 путничких аутомобила годишње. Допуном Уговора било је дефинисано и уступање права над пројектом за производњу новог модела Застава 101.
- Фијат 128 основна верзија
- Фијат 128 основна верзија
- Фијат 128 специјал из 1976.
- Фијат 128 новија верзија
- Фијат 128 новија верзија

## Почетак производње
Током 1970. у Италији је направљено неколико прототипова Заставе 101 који су служили испитивањима, али и презентацији јавности. Прве наговештаје јавности да је у припреми нови модел „Заставе” изнео је још с јесени 1968. генерални директор Завода „Црвена застава” Првослав Раковић, када је новинарима рекао да припремају „ново возило које ће демонстрирати заиста сасвим савремену технику”. Јавност је била веома заинтересована, па су новинари разних југословенских ауто-магазина извештавали и нагађали о новом аутомобилу. Прва презентација новог модела била је у словеначком „Авто магазину” (број 26 од 16. децембра 1970) где је нови модел био штуро представљен јавности без званичног имена па је крштен „југо-ауто”. Прво званично представљање модела Застава 101 као новог модела „Црвене заставе” било је на тада десетом јубиларном међународном сајму аутомобила у Београду 16. априла 1971. године.
Својим савременим техничким карактеристикама — предњи погон, независно ослањање на свим точковима, мотор са брегастом осовином у глави мотора, пространост кабине у односу на спољне димензије — наслеђеним од Фијата 128, нови модел Застава 101 брзо је стекао симпатије јавности и прве евентуалне купце. Посебна атрактивност модела чинила је измена каросерије у односу на Фијат 128, па је уместо класичне лимузине типа „берлина” добијена једна од првих лимузина у „хечбек” варијанти. Овим изменама знатно је повећан пртљажни простор аутомобила, који је износио 325 литара, односно 1.010 литара са обореним седиштима. 
Застава 101 је путничко возило остварено у духу најсавременијих техничких концепција. Једноставним поступком претвара се у породично возило са пет комфорних места и петоро врата, а својим изгледом подсећа на караван. На каросерији нема сувишних украса, па су једноставност и елеганција његове главне одлике. Посебну погодност овог возила представља његов огромни пртљажни простор. Возило године југословенске аутомобилске индустрије постиже максималну брзину од 140 km/h. Има предњу вучу са мотором попречно постављеним на предњем делу.

Возити Заставу 101 на  отвореном путу право је задовољство због изванредне стабилности возила. Под отежаним околностима вожње на брдском терену возило се понаша нормално, савлађујући највеће успоне и нагибе. Застава 101 укључује се у класу економичних возила, јер је потрошња горива у дозвољеним границама, како у градској вожњи, тако и при дугим путовањима. Изванредно лежи на мокром асфалту, а предности предњег погона посебно долазе до изражаја на снегу и поледици — из часописа Ауто индустрија, број 2 из октобра 1971.
Производња „Заставе 101” почела је 16. новембра 1971. у старим фабричким објектима, с обзиром да нова фабричка хала још увек била у изградњи. То је знатно успорило процес производње, па је дневно произвођено свега 30 до 50 возила. Рок за почетак серијске производње у новој фабричкој хали био је 1. мај 1972, али је она отпочела неколико дана пре заказаног рока 25. априла 1972. године. Почетак серијске производње новог аутомобила никада није једноставан процес, па је тако било и у случају модела „101”. Посебан проблем „Црвена застава” имала је са кооперантима који су каснили са испоруком неопходних делова, а највећи проблем био је са фабриком „21. мај” (ДМБ) из Раковице, која је каснила са серијском производњом мотора. Како би се превазишао овај проблем, првих година су у моделе Заставе 101, поред мотора из Раковице, уграђивани мотори увожени из Италије (Фијат) и Аргентине (Фијат Конкорд). Слабости у почетку производње одразили су се и на испоруку возила купцима, па су листе чекања за преузимање новог возила биле веома дуге, а на возило се чекало пет—шест месеци. Упркос дугом чекању и повећаној цени возила, интересовање купаца за модел „101” стално је расло.
На почетку производње, купцима је Застава 101 понуђена у две верзије — „Стандард” и „Делукс” (De Luxe). Делукс се од стандардне верзије разликовао по седиштима од црвеног скаја, док је стандард имао седишта од црног скаја; црвеним тепихом на поду; хромираним лајснама на тапацирунзима врата; имитацијом дрвета на плочи испред сувозача, која затвара отвор за радио-апарат; ручици мењача, која је била провидна са знаком „Z” унутра, док је стандард имао црну куглу и хромираним лајснама на праговима и ивицама крова. Године 1975, купцима је представљен нови стандардни модел Заставе 101, који је добио црну маску хладњака у облику саћа, уместо до тада сребрне. Уместо модела „Делукс” 1976. представљен је нови модел Застава 101 L, који се од „Делукса” разликовао по новим браницима са гуменом лајсном, седиштима и тапацирунзима врата од плиша, који се такође налазио и на задњој полици. Наслон седишта је могао да се обара уназад, а маска хладњака је била другачијег дизајна са две сребрне хоризонталне линије. Такође, овај модел је имао светло хода уназад, електричну пумпу за прање ветробрана, упаљач за цигарете, показивач температуре мотора на инструмент табли (уместо до тада сигналне лампице), као и серво уређај за кочење. Током 1978. и 1979. произведен је у малим серијама и модел Застава 101 L 1300 са мотором од 1.290 ccm³ и 73 KS, са двогрлим карбуратором и оригиналним италијанским мењачем преузетим од модела „Фијат 128 купе”. Испоручен је углавном републичким ауто мото савезима, као и спортским ауто мото клубовима. Тек мали број ових возила са мотором од 1.300 ccm³ налазио се у слободној продаји. Последње серије стандардног модела имале су ознаку Застава 101 B (базни модел) и седишта са модела 101 L, која се обарају. Сви ови модели имали су исти мотор од 1.116 cm³. Једина измена у мотору код првих верзија Заставе 101 настала је априла 1976. када је уведена брегаста осовина са ширином брега од 20 mm уместо старе од 14 mm.

## Развој модела
Пратећи развој Фијата 128, „Црвена застава” осетила је потребу за модернизацијом „Заставе 101” па је током 1977. и 1978. јавности представила нове моделе Заставе 101, чија је серијска производња отпочела 1979. године. Измене на овим моделима биле су базиране на моделу Фијат 128 специјал из 1974, као и на моделу Фијата 128 са двоје врата. Основни модел Заставе 101 тада је добио назив „confort”, а побољшане верзије су носиле називе — „special” и „super”. Упоредо са овим моделима отпочела је и производња Заставе 101 са троје врата, која је добила назив „mediteran” у част Осмих медитеранских игара, које су одржане у Сплиту септембра 1979. године. Нови основни модел „конфорт” имао је одређена визуелна унапређења у односу на дотада основни модел „101 B” у виду — пластичних лајсни на вратима и крилима, нове маске хладњака са четвртастим фаровима, браника без одбојника са црним пластичним навлакама на крајевима, грејача задњег стакла, сигнала активиране ручне кочнице и недовољног ниво уља на инструмент-табли, предњих седишта са наслоном за главу, мањег и мекшег волана, малих пластичних црних капа са ознаком „Z” на средини точкова уместо хромираних раткапни и др. Модел „конфорт” је и даље задржао исти мотор од 1.116 ccm³ и 55 KS, док су побољшани модели „специјал” и „супер” поред нових визуелних измена имали и одређене техничке измене.
Модел „специјал” се производио са мотором од 1.290 ccm³ и двогрлим карбуратором, а развијао је снагу од 73 KS. Он је имао мерач броја обртаја на инструмент-табли, а уместо пепељаре, која је била премештена у конзолу испред ручице мењача, на средини је имао мераче притиска уља и температуре мотора. Такође, на овај модел су биле уграђиване другачије фелне израђене од лакше легуре. Модел „супер” носио је ознаку Застава 101  и Застава 101 SC (супер конфорт) у зависности од годишта производње, а имао је мотор од 1.116 ccm³ са 64 KS и двогрлим карбуратором. Овај модел био је опремљен као конфорт, с изузетком предњих седишта која су била интегрисана са наслоном за главу. Модел „медитеран” са троје врата имао је већину визуелних и ентеријерских измена као и остали модели с тим што је задржао округле фарове са основног модела. Имао је стакла у зеленом тону што је ублажавало сунчеве зраке и вожњу чинило пријатнијом. Овај модел био је прављен у две варијанте са основним мотором од 1.116 ccm³ и 55 KS и јачим мотором из модела „специјал” од 1.290 ccm³ и 73 KS. У зависности од јачине мотора, аутомобил је на петим вратима и на плочи испред сувозача, која затвара отвор за радио-апарат, имао одговарајући натпис са кубикажом мотора — 1.100 или 1.300. Тапацирунзи врата код сва четири нова модела израђивала су се у четири боје — црна, сива, драп-бела и црвено-наранџаста.
Крајем 1970-их „Фијат” је након више од 3.000.000 произведених примерака Фијата 128 одлучио да му припреми наследника па се 1978. појавио „Фијат Ритмо”. Пошто је потражња за овим моделом и даље постојала руководство „Фијата” је понудило „Црвеној застави” да настави производњу овог модела у Крагујевцу. На Међународном сајму аутомобила у Београду априла 1980. јавности је представљена Застава 128, чија је серијска производња отпочела 15. маја 1980. године. У почетку се производила са моторима од 1.116 ccm³, а од наредне 1981. и са моторима од 1.290 ccm³. Због велике потражње на тржишту „Фијат” је Заставу 128, али под називом Фијат 128 CL наредне четири године пласирао путем своје продајне мреже. Почетком производње модела „128” модел „101” је добио директног конкурента на југословенском тржишту. Иако је Застава 128 прављена у новијој верзији Фијата 128 друге генерације из 1978, која је имала потпуно нову инструмент-таблу, шире бранике са интегрисаним позиционим светлом и мигавцима, нове фелне и друге детаље, које ће Застава 101 преузети тек 1983, потражња за моделом „101” је и даље расла.
Нови модели „Заставе 101” су се производили све до средине 1983, када су их заменили модели који су имали доста измена, преузетих из модела Застава 128. Бројне измене захтевале су и ново име модела па је тада основни модел понео име Застава 101 GT, а побољшани модел Застава 101 GTL. Оба модела су се производила са моторима од 1.100 и 1.300 ccm³, односно са 55 и 65 KS, па су у зависности од јачине мотора носили и ознаку GT/GTL 55/65. Међу бројне естетске измене, нови модели су добили — нови шири браник са интегрисаним позиционим светлом и мигавцима, нове бочне показиваче правца у облику ромбоида на предњим крилима, бочне лајсне са сребрном траком на доњем делу врата и предњег крила, нови дизајн челичних фелни са четири поља на којима су се налазила по два правоугаоника и малим црним металним раткапнама на средини и др, нову маску хладњака са сребрним линијама и натписом „Застава”. Унутрашњост нових модела била је различита. Модел GT је имао модернизовану инструмент-таблу сличну оној из претходних модела Заставе 101, док је модел GTL имао потпуно нову инструмент-таблу преузету из Заставе 128 са по два прекидача са леве и десне стране, потпуно новим командама за грејање и проветравање и са великом затвореном касетом испред сувозача и отвореном полицом изнад ње. У унутрашњости оба модела преовладавала је браон боја, а тапацирунзи врата су били у комбинацији скај-тканина, у такође браон боји. Ручица мењача и рукохват ручне кочнице добили су нови дизајн, као и задња полица која се подизала заједно са трећим/петим вратима.
На новим моделима GT/GTL примењено је ново мекше и удобније вешање, па је возило постало незнатно ниже, што је доста допринело стабилности возила. На моделу GTL модификован је кочиони систем и усавршено заптивање кочионих цилиндара, а резервоар кочионе течности је премештен са унутрашњег блатобрана на носач акумулатора, чиме су скраћени водови од резервоара до главног кочионог цилиндра и спречено стварање гасних чепова у систему. Мотори на новим моделима су били стандардни од 1.116 ccm³ са једногрлим карбуратором и од 1.301 ccm³ са двогрлим карбуратором. Једина техничка измена у односу на претходне моделе била је увођење сајле за гас уместо полуге. Године 1986, примењена је нова врста заптивке главе цилиндра која се није притезала на првом сервису, за разлику од старог типа којој је било потребно затезање.

## Скала
Године 1983, приликом извоза аутомобила у Велику Британију „Црвена застава” је увела нови заједнички назив за све моделе намењене извозу на ово тржиште. Сви модели тада су добили комерцијални назив „YUGO”, а разликовали су се према бројним ознакама. Југо је носио ознаку 45/55 у стандардној и GL у лукс верзији, док су модели „101” и „128” носили ознаку 311/313, 511/513 и 411/413. Приликом овакве нумерације први број је означавао број врата, док су друга два броја означавала радну запремину мотора. Након почетка извоза Југа у САД, названог „посао столећа”, али и све веће популаризације овог модела на домаћем тржишту, Заводи „Црвена застава” су 1987. свој комерцијални назив „Застава” променили у „YUGO”. Модели Заставе 101 тада су добили нове називе па су модели  постали 1.1 GX/1.3 GX, док су модели  постали 1.1 GLX/1.3 GLX. Ово преименовање пратиле су минималне измене на возилу, које су се огледале у бочним лајснама са црвеном тракицом уместо сиве, потпуно црним квакама на вратима, као и старим моделом челичних фелни са округлим отворима, које су на средини имале пластичне раткапне са ознаком Y. Такође, оба модела и основни и побољшани имали су новији модел инструмент-табле из модела GТL, односно Заставе 128. Техничке измене биле су такође минималне и огледале су се у извођењу 4-2-1 издувне гране на свим верзијама и примени разводника паљења са депресионим коректором претпаљења уместо центрифугалног.
Године 1988, „Црвена застава” је обележавала велики јубилеј — 135. година од оснивања „Тополивнице” у Крагујевцу и 35. година од почетка производње аутомобила „1853—1953—1988”. Средином исте године у оквиру обележавања јубилеја сва возила су добила нове комерцијалне називе — Југо је постао „Корал”, а „101” је постао „Скала”. Октобра 1988. отпочела је производња, нешто раније јавности представљеног новог модела чији је радни назив био Застава 103, а комерцијални Флорида. Приликом увођења нових комерцијалних назива, током 1987. и 1988, једини модел који је задржао ранији назив била је Застава 128, која је због Уговора око лиценци са „Фијатом” задржала оригинални назив, с тим што јој је додат назив Скала 55/65 у зависности од јачине мотора.
Ново име возила Скала значило је и нову класификацију модела, па је основна верзија носила назив Скала 55, док је побољшана верзија имала назив Скала 65. Ново име донело је и нове измене на возилу. Маска хладњака је била црна са сребрним оквиром на средини и сребрним лајснама које иду од оквира до фара са леве и десне стране, уводник ваздуха на поклопцу мотора који је за разлику од претходних модела имао само један ред прореза за ваздух, интегралних бочних стакала (без лептира) на предњим вратима са ретровизором подесивим изнутра, нови дубљи пластични браници са црним рубовима или метални хромирани са пластичним рубовима (у зависности од модела), нове пластичне раткапне са знаком Y, шире бочне лајсне, натпис „YUGO” на предњим крилима изнад лајсне, као и натпис Скала 55/65 (у зависности од модела) на задњим вратима. Уз доплату било је могуће наручити фелне од лаке легуре, које су такође уз доплату биле доступне и на моделима Корал. Унутрашњост возила такође је претрпела одређене измене и била је у комплетно сивој или окер-жутој боји, укључујући и инструмент-таблу и све детаље ентеријера, као и седишта, која су била удобнија у односу на претходне верзије. Тапацирунзи на вратима су били потпуно новог дизајна — пластични са преко нанетим слојем који имитира влакна тканине, а такође су имали и нове рукохвате. На свим верзијама је, поред већ стандардне 4-2-1 издувне гране, примењено електронско паљење по систему „BOSCH”. Модел Скала 65 имао је петостепени мењач и нову стабилизациону полугу (баланс-штанглу), као и нови двогрли карбуратор са аутоматским саухом.
Модели Скала 55/65 производили су се без битнијих промена све до 1994, када су настали нешто модификовани модели Скала 55 c/65 c, с тим што је производња модела с троје врата прекинута још 1990. године. Најважнија модификација била је примена петостепеног мењача и нове стабилизационе полуге код свих верзија. Унутрашњост возила остала је непромењена изузев нове инструмент-табле и седишта која су уграђивана и у Југо Темпо. У ентеријеру возила је била примењена тамнија нијанса тапацирунга врата сиво-црна уместо сиве, док је окер-жута избачена из производње још током 1991/92. године. Такође, на задњем бранику је поред светла за ход уназад било постављено и светло за маглу. У зависности од године производње, разни модели Скале имале су различите ретровизоре, најчешће постављане на вратима, испод стакла, са старије генерације модела Корал. Уз мање измене у виду раткапни са модела „Темпо” и „Корал”, као и ужих пластичних браника са модела Застава 128, током 2002. и 2003, Скала се производила до краја производње. Године 2002, компанија „Застава” је поново променила комерцијални назив и уместо „YUGO” вратила првобитни „Застава”, па се од 2002. модел Скала производио под називом Застава Скала 55/65, уместо дотадашњег Југо Скала 55/65.
Средином 2007. уведена су одређене измене на моделу Скала — нова инструмент-табла са дигиталним бројачем пређених километара, показивачем броја обртаја и електронским брзинометром који је сигнал добијао електричним путем уместо сајле; нови алуминијумски хладњак; унутрашњи ретровизор је био лепљен на ветробранско стакло; спољни ретровизори су преузети од Фијата Сеићента, главчине предњих точкова, лежајеви и хомокинетички зглобови су преузети од Заставе 10, односно Фијата Пунта; примена једног кључа за све браве на аутомобилу. Почетком 2008. извршена је последња измена на моделу Скала када је почела уградња задњих врата са стаклима без лептир стакла.

## Последње године и крај производње
Током 1990-их производња аутомобила у „Застави” прошла је трновит пут. Након распада СФР Југославије, 1991. „Застава” је изгубила бројне кооперанте у фабрикама које су се налазиле у другим југословенским републикама, а пре свега у Хрватској и Босни и Херцеговини. Након тога, увођењем санкција СР Југославији 1992. обустављен је извоз возила. Услед лоше економске ситуације и хиперинфлације 1993, као и драстичног пада куповне моћи становништва, опала је потражња за куповином нових аутомобила. Производња аутомобила тада је од 183.393 комада у 1990. спала на 5.535 комада у 1993. години. Управо те године остварена је рекордно ниска производња модела „101” када је са производних погона сишло само 772 комада.
Постепена нормализација производње и продаје возила, као и извоз возила након 1996, прекинут је 1999. НАТО бомбардовањем СР Југославије. На мети НАТО авијације нашла се и фабрика аутомобила и то два пута — 9. и 12. априла. Том приликом уништено је 160.000 квадрата производних површина. Након бомбардовања, већ у јесен 1999. обновљена је производња аутомобила и те године је произведено укупно 1.628 комада модела Скала. Године 2000, „Застава” је почела са извозом у бивше југословенске републике, па су се Заставини аутомобили по први пут након 1990. нашли на тржишту Словеније, Хрватске, Македоније и Босне и Херцеговине. Након петооктобарских промена 2000. „Застава” је почела да тражи стратешког партнера, а 2001. су јавности представљени нови модели Корал In/In L и Флорида In/In L који су били резултат сарадње Заставе са дизајнерском кућом „Хеулиез” и са „ПСА групом”. Верзије Корала и Флориде са ознаком „In L” имале су моторе од 1,1 и 1,6 литара из Пежоових модела „106” и „306”. Упркос знатној модернизацији ових модела, потражња за моделом Скала и даље је постојала на домаћем тржишту.
Током производње дуге пуних 37. година Застава 101 је прошла пут од модерног аутомобила, са веома напредним техничким решењима, на почетку производње, до технички застарелог модела са најдужим стажом у производњи, на крају производње. На овакав однос утицали су бројни фактори. Модел Флорида, који се појавио 1988. био је припреман за наследника модела „101”, али услед распада земље и санкција он није заживео у правом смислу. Како се нашла у незавидном финансијском положају и није могла да ради на стварању нових модела, „Застава” није желела да се одрекне модела „101” за којим је и даље владала потражња на домаћем тржишту и ако би да није било рата и санкција његова производња била обустављена вероватно почетком 1990-их. Последње године производње Застава 101 била је званично други најјефтинији аутомобил на свету са ценом од 419.903 динара или 5,120 евра.
Производња модела 101/Скала престала је 21. новембра 2008. након пуних 37 година производње. Укупно је произведено 1.045.458 комада модела 101/Скала, као и 228.274 модела „128” што у укупном збиру износи 1.273.732 примерака југословенске варијанте легендарног Фијата 128.
- Скала полицијско возило
- Скала полицијско возило
- Волан и инструмент-табла, Скала
- Ручица мењача, Скала
- Скала Поли

| 1971.                               | 1971.                               | 1972.                               | 1973.                               | 1974.                               | 1975.                               | 1976.                               | 1977.                               | 1978.                               | 1979.                               | 1980.                   | 1981.                   | 1982.                   | 1983.        | 1984.        | 1985.        | 1986.        | 1987.        | 1988.        | 1989.        |
| 591                                 | 591                                 | 16.262                              | 36.163                              | 53.573                              | 59.798                              | 68.632                              | 77.869                              | 86.402                              | 88.918                              | 84.221                  | 73.204                  | 56.648                  | 53.929       | 54.317       | 50.223       | 32.486       | 30.700       | 26.468       | 26.679       |
| 1990.                               | 1991.                               | 1992.                               | 1993.                               | 1994.                               | 1995.                               | 1996.                               | 1997.                               | 1998.                               | 1999.                               | 2000.                   | 2001.                   | 2002.                   | 2003.        | 2004.        | 2005.        | 2006.        | 2007.        | 2008.        | 2008.        |
| 20.703                              | 7.527                               | 1.470                               | 772                                 | 1.902                               | 1.962                               | 2.062                               | 2.725                               | 3.150                               | 1.628                               | 3.016                   | 1.500                   | 2.134                   | 3.278        | 2.920        | 3.594        | 2.997        | 2.804        | 2.022        | 2.022        |
| укупан броја произведених примерака | укупан броја произведених примерака | укупан броја произведених примерака | укупан броја произведених примерака | укупан броја произведених примерака | укупан броја произведених примерака | укупан броја произведених примерака | укупан броја произведених примерака | укупан броја произведених примерака | укупан броја произведених примерака | 1.045.258               | 1.045.258               | 1.045.258               | 1.045.258    | 1.045.258    | 1.045.258    | 1.045.258    | 1.045.258    | 1.045.258    | 1.045.258    |
| рекордна годишња производња         | рекордна годишња производња         | рекордна годишња производња         | рекордна годишња производња         | рекордна годишња производња         | рекордна годишња производња         | 1979. година                        | 1979. година                        | 1979. година                        | 1979. година                        | 1979. година            | 1979. година            | 1979. година            | 88.918       | 88.918       | 88.918       | 88.918       | 88.918       | 88.918       | 88.918       |
| рекордна месечна производња         | рекордна месечна производња         | рекордна месечна производња         | рекордна месечна производња         | рекордна месечна производња         | рекордна месечна производња         | октобар 1979. године                | октобар 1979. године                | октобар 1979. године                | октобар 1979. године                | октобар 1979. године    | октобар 1979. године    | октобар 1979. године    | 9.027        | 9.027        | 9.027        | 9.027        | 9.027        | 9.027        | 9.027        |
| рекордна дневна производња          | рекордна дневна производња          | рекордна дневна производња          | рекордна дневна производња          | рекордна дневна производња          | рекордна дневна производња          | 16. јануар 1980. године             | 16. јануар 1980. године             | 16. јануар 1980. године             | 16. јануар 1980. године             | 16. јануар 1980. године | 16. јануар 1980. године | 16. јануар 1980. године | 442          | 442          | 442          | 442          | 442          | 442          | 442          |
| 100.000 аутомобил је произведен     | 100.000 аутомобил је произведен     | 100.000 аутомобил је произведен     | 100.000 аутомобил је произведен     | 100.000 аутомобил је произведен     | 100.000 аутомобил је произведен     | 100.000 аутомобил је произведен     | 100.000 аутомобил је произведен     | 100.000 аутомобил је произведен     | 100.000 аутомобил је произведен     | 1974. године            | 1974. године            | 1974. године            | 1974. године | 1974. године | 1974. године | 1974. године | 1974. године | 1974. године | 1974. године |
| 1.000.000 аутомобил је произведен   | 1.000.000 аутомобил је произведен   | 1.000.000 аутомобил је произведен   | 1.000.000 аутомобил је произведен   | 1.000.000 аутомобил је произведен   | 1.000.000 аутомобил је произведен   | 1.000.000 аутомобил је произведен   | 1.000.000 аутомобил је произведен   | 1.000.000 аутомобил је произведен   | 1.000.000 аутомобил је произведен   | 1991. године            | 1991. године            | 1991. године            | 1991. године | 1991. године | 1991. године | 1991. године | 1991. године | 1991. године | 1991. године |

## Извоз
Веома напредне техничке карактеристике преузете из Фијата 128, као и тада сасвим нова и практична „хечбек” варијанта каросерије Застави 101 су отворила извозна врата широм Европе и света. Модели намењени извозу су уместо назива Застава 101 имали назив Застава 1100, јер је француска компанија „Пежо” полагала право на троцифрене ознаке са нулом у средини. Појавом модела са мотором од 1.300 cm³ коришћен је и назив Застава 1300. Након, почетка извоза Заставиних возила у Уједињено Краљевство, у договору са дистрибутерском кућом 1983. уведен је посебан систем означавања модела, где је прва бројка означавала број врата 5 или 3, док су остала два броја дефинисла запремину мотора 11 за моторе од 1.100 и 13 за моторе од 1.300 cm³, па се Застава 101 на овом тржишту продавала под нумерацијом — 511, 513, 311 и 313.
Почетак извоза Заставе 101 отпочео је одмах након почетка производње овог модела 1971, када је осам аутомобила извезено у Пољску и Грчку, које ће касније постати водећа инострана тржишта за модел „101”. Након почетка серијске производње, наредне 1972. отпочела је дистрибуција Заставе 101 на инострана тржишта па је током те године извезено 1.361 комада. Раст извоза Заставе 101 растао из године у годину па је 1976. достигао 12.325 комада, а 1978. 11.067 комада. Рекордан извоз модела „101” остварен је 1981. када је извезено 24.026 комада, након чега долази до стагнације. Управо у том периоду Застава је отпочела са производњом Фијата 128, односно Заставе 128, која је била директна конкуренција моделу „101”, као и почетка производње Југа, који ће наредних година постати главни Заставин извозни адут. Након почетка извоза Југа у Сједињене Америчке Државе, средином 1980-их, многи дистрибутери Заставиних возила из других земаља почели су да увећавају наруџбине Југа на рачун Заставе 101. Слична ситуација поновила се након, 1988. када се појавио нови модел Југо Флорида, који је користио моторе исте кубикаже.
У периоду од почетка производње Заставе 101, 1971. па до увођења санкција Савезној Републици Југославији, 1992. укупно је извезено 224.851 комада Заставе 101. Од 1965. до 2008. „Застава аутомобили” су на инострано тржиште пласирали укупно 645.565 аутомобила, што представља да је извоз Заставе 101 био 1/3 укупног броја извезених возила.
- Застава 1100 из Пољске
- Застава 1100 из Пољске
- Застава 1100 из Пољске
- Представништво Заставе у Великој Британији
- Застава 101 за тржиште Велике Британије

Посебну популарност Застава 101 стекла је у земљама Источне Европе — Мађарској, Чехословачкој, Бугарској, Источној Немачкој и Пољској, где је представљала својеврсни статусни симбол. Потражња је била прилично велика, али упркос томе „Застава” није успевала да ни приближно произведе довољно аутомобила за извоз. Како је пољска Фабрика путничких аутобомила (FSO; пољ. Fabryka Samochodów Osobowych) од 1965. сарађивала са „Фијатом” и производила лиценциране моделе Фијат 125 и Фијат 126p, Заводи „Црвена застава” су са овом фабриком оствариле бартер уговор (систем робне размене) у оквиру кога је Застава 101 мењана за Фијат 125p, по систему клиринга. Од 1975. до 1983. ФСО је у погонима своје фабрике у Варшави склапао модел „101” који је носио ознаку „1100p”. Развој овог модела пратио је развој крагујевачког модела „101”, а у понуди се од 1980. нашао и модел са троје врата са ознаком „1100 mediteran”. Иако се склапао у Пољској, купци су морали да га плаћају у страним валутама (интерни извоз), а само последње године је био доступан у домаћем продајном ланцу „Полмозбит”. У периоду од 1975. до 1983. у погонима ФСО склопљено је укупно 33.520 модела „1100p” и „1100 mediteran”. Истовремено „Застава” је у својим погонима у Крагујевцу склапала модел Фијат 125 pz, који је у Југославији био познат као „Пезејац”.
| класичан извоз           |                          |                          |                          |                          |                          |                          |           |           |              |
| Грчка                    | Уједињено Краљевство     | Мађарска                 | Египат                   | Алжир                    | Француска                | Чехословачка             | Холандија | Данска    | Бугарска     |
| 31.723                   | 27.316                   | 22.168                   | 18.911                   | 14.430                   | 12.516                   | 11.002                   | 9.423     | 8.770     | 7.112        |
| Источна Немачка          | Западна Немачка          | Белгија                  | Чиле                     | Еквадор                  | Финска                   | Кина                     | Либија    | Колумбија | Доминикана   |
| 5.262                    | 4.945                    | 4.598                    | 2.700                    | 2.400                    | 2.072                    | 2.012                    | 1.565     | 1.500     | 400          |
| Малта                    | Никарагва                | Панама                   | Кипар                    | Костарика                | Гватемала                | Јордан                   | Норвешка  | Либан     | остале земље |
| 196                      | 60                       | 60                       | 59                       | 40                       | 20                       | 15                       | 13        | 11        | 22           |
| укупно класичан извоз    | укупно класичан извоз    | укупно класичан извоз    | укупно класичан извоз    | укупно класичан извоз    | 191.331                  | 191.331                  | 191.331   | 191.331   | 191.331      |
| робна размена            |                          |                          |                          |                          |                          |                          |           |           |              |
| Пољска                   | Пољска                   | Пољска                   | Пољска                   | Пољска                   | 33.520                   | 33.520                   | 33.520    | 33.520    | 33.520       |
| укупан извоз Заставе 101 | укупан извоз Заставе 101 | укупан извоз Заставе 101 | укупан извоз Заставе 101 | укупан извоз Заставе 101 | укупан извоз Заставе 101 | укупан извоз Заставе 101 | 224.851   | 224.851   | 224.851      |

## Културолошки утицај
Убрзо након појављивања на тржишту Застава 101 је у СФР Југославији почела да стиче титулу „националног возила”, пошто је рекламирана као прво југословенско возило за разлику од дотадањших заставиних модела „750” и „1300”. Попут својих претходиника, који су носили надимке „Фића” и „Тристаћ”, модел „101” је у почетку називан „Јединица” како би истакао његов значај као првог домаћег модела. Ипак, овај наметнути назив није заживео, па је убрзо замењен домаћим „Стојадин” (сто јада) пошто су прве серије имале лоше завршне обраде, а самим тим и много проблема. Поред овог, касније су се појавили и други називи „Кец” најчешће у Београду, „Стоенка” у Словенији, „Стојџа” у Македонији и др.
Године 1973. постао је званично возило Милиције СФРЈ, са карактеристично плаво-белом бојом. Поред милиције, коришћен је и од стране Југословенске народне армије (ЈНА), као и других јавних установа — домова здравља и болница, Ауто-мото савеза Југославије (АМСЈ), Градског саобраћајног предузећа „Београд” као такси возило и др. Због пространог пртљажника, са великим углом отварања петих врата и обарања задњег седишта, чиме је запремина пртљажника повећавана на 1.010 литара Застава 101 била је привлачна за све оне који су аутомобилом желели да превозе неки већи терет. Предузеће „Фадип” из Бечеја производило је кровни носач (пактрегер) носивости до 50 kg који је био специјално прављен за модел „101”. Исто предузеће производило је и куке за вучу, чија је носивост била до 400 kg.
На популарност модела знатно је утицала и Експедиција Крагујевац—Килиманџаро коју је 1975. осмислио и организовао Драган Дракулић директор Комерцијале „Црвене заставе”, са жељом да „Заставу 101” испроба у експлоатацији под ненормалним условима кроз беспућа Нубијске пустиње, саване, камењаре, тровите пределе и мочваре. Експедиција је кренула 14. фебруара 1975. из Крагујевца и у њој су учествовало пет Застава 101 — четири са украсним налепницама и без задњих седишта и једна у фабричком издању. Вођа експедиције био је познати рели возач Владимир Перић Џо, а поред њега било је још 10 учесника, међу којима ТВ редитељ Бранко Балетић и новинар Јожа Влаховић. Након 45 дана путовања кроз Грчку, Египат, Судан, Кенију, Уганду и Танзанију, експедиција се 23. марта 1975. попела на врх Килиманџара.
Историја Заставе 101 симболично је везана за историју Застава аутомобила — први је домаћи модел ове фабрике, први је аутомобил који је сишао на производне траке нове фабрике, први је аутомобили који је 1999. изашао са производне траке обновљене фабрике након НАТО бомбардовања и последњи је аутомобил који је новембра 2008. произвела „Застава”, као најдуже произвођени модел и модел који је једини произведен у преко милион преимерака. Такође, био је једини модел, који се призводио и након гашења производње, јер га је до 2010. у малим серијама производила фабрика специјалних возила из Сомбора. Иако од краја 1980-их није излаган на сајму аутомобила, за овим моделом је владала континуирана потражња. Након скоро 20 година, последња серија Скале 55 са новом дигиталном инструмет таблом и задњим прозорима без лептир стакла, представљена је априла 2008. на Сајму аутомобила у Београду и већ првих дана привукла велику пажњу публике, коју нико из „Заставе” није очекивао.
Запажену улогу Застава 101 имала је на филму, а посебно су значајна њена појављивања у филмовима — Наивко из 1975, Специјално васпитање из 1977, Радио Вихор зове Анђелију из 1979, Лепота порока из 1986, Тесна кожа 2 из 1987. и др.

## Статистика
Застава 101 била је најдуже произвођени и најпродаванији аутомобил у историји „Застава аутомобила”. У току 37 година дуге производње укупно је произведено 1.045.458 комада модела „101/Скала”, као и 228.274 модела „128” што у укупном збиру износи 1.273.732 примерака југословенске варијанте Фијата 128. Од укупно 4.024.978 произведених аутомобила из основног и допунског програма „Заставе” модел „101/Скала” је чинио 25,97%, односно 31,64% у збиру са моделом „128”. Такође, од укупно 53 године колико је трајала производња аутомобила у Застави, модел „101/Скала” спроизводио се 37 година што је 69,81% времена постојања ове фабрике.
Упркос чињеници да је извоз Југа у САД, од 1984. до 1991, сматран за „посао века” и промовисан као најбољи извозни посао југословенске аутомобилске индустрије, Заставин аутомобил који је постигао највећи извозни успех био је управо модел „101/Скала”. Застава је од 1965, када је отпочео извоз аутомобила, па до 2008, када је прекинута производња извезла укупно 645.565 аутомобила, од чега у периоду од 1971. до 1991. 224.851 примерака модела „101/Скала” што представља 34,83% или скоро 1/3 свих извезених аутомобила „Заставе”. Такође, модели „101” и „128” били су једни модели „Застава аутомобила” који су се склапали ван граница Југославије — „101” у Пољској, а „128” у Египту.
| 1            | 2 | 3 | 4 | 5 | 6 | 7 | 8 | 9 | 10 | 11 | 12 | 13 | 14 | 15 | 16 | 17 | 18 | 19 | 20 | 21 | 22 | 23 | 24 | 25 | 26 | 27 | 28 | 29 | 30 | 31 | 32 | 33 | 34 | 35 | 36 | 37 | 38 | 39 | 40 |
| Застава 750  |   |   |   |   |   |   |   |   |    |    |    |    |    |    |    |    |    |    |    |    |    |    |    |    |    |    |    |    |    |    |    |    |    |    |    |    |    |    |    |
| Застава 1300 |   |   |   |   |   |   |   |   |    |    |    |    |    |    |    |    |    |    |    |    |    |    |    |    |    |    |    |    |    |    |    |    |    |    |    |    |    |    |    |
| Застава 101  |   |   |   |   |   |   |   |   |    |    |    |    |    |    |    |    |    |    |    |    |    |    |    |    |    |    |    |    |    |    |    |    |    |    |    |    |    |    |    |
| Застава 128  |   |   |   |   |   |   |   |   |    |    |    |    |    |    |    |    |    |    |    |    |    |    |    |    |    |    |    |    |    |    |    |    |    |    |    |    |    |    |    |
| Југо Корал   |   |   |   |   |   |   |   |   |    |    |    |    |    |    |    |    |    |    |    |    |    |    |    |    |    |    |    |    |    |    |    |    |    |    |    |    |    |    |    |
| Југо Флорида |   |   |   |   |   |   |   |   |    |    |    |    |    |    |    |    |    |    |    |    |    |    |    |    |    |    |    |    |    |    |    |    |    |    |    |    |    |    |    |

| 50.000       | 100.000 | 150.000 | 200.000 | 250.000 | 250.000 | 300.000 | 350.000 | 400.000 | 450.000 | 500.000 | 550.000 | 600.000 | 650.000 | 700.000 | 750.000 | 800.000 | 850.000 | 900.000 | 950.000 | 950.000 | 1.000.000 | 1.050.000 |
| Застава 750  |         |         |         |         |         |         |         |         |         |         |         |         |         |         |         |         |         |         |         |         |           |           |
| Застава 1300 |         |         |         |         |         |         |         |         |         |         |         |         |         |         |         |         |         |         |         |         |           |           |
| Застава 101  |         |         |         |         |         |         |         |         |         |         |         |         |         |         |         |         |         |         |         |         |           |           |
| Застава 128  |         |         |         |         |         |         |         |         |         |         |         |         |         |         |         |         |         |         |         |         |           |           |
| Југо Корал   |         |         |         |         |         |         |         |         |         |         |         |         |         |         |         |         |         |         |         |         |           |           |

## Модели Заставе 101
| назив модела                   | производња | опис модела | фотографија |
| ------------------------------ | ---------- | --- | --- |
| 1971 — 1979 (прва генерација)  |            | | |
|                                | 1971—1979  | Основни модел, који је унапређен 1976, а последња серија из 1979. носила је ознаку 101 B. | |
|                                | 1971—1976  | Лукс модел, али само са бољом опремом — седишта од црвеног скаја, хромиране лајсне на тапацирунзима врата, ручица мењача која је била провидна и са знаком З унутра, хромиране лајсне на праговима и ивицама крова, пластична маска хладњака у црној боји и др. | |
|                                | 1976—1979  | Унапређени лукс модел, са новом опремом — седишта и тапацирунзи су били од плиша, наслон седишта се обарао уназад, маска хладњака је имала две сребрне хоризонталне линије, светло хода уназад, електрична пумпа за прање ветробрана, упаљач за цигарете, показивач температуре мотора уместо сигналне лампице, серво-уређај за кочење и др. | |
| 1979 — 1983 (друга генерација) |            | | |
|                                | 1979—1983  | Нови основни модел, са новом опремом — четвртасти фарови, нова маска хладњака, нови волан, грејач задњег стакла, нова седишта са наслоном за главу, нове боје ентеријера, пластичне лајсне на вратима и др. | |
|                                | 1979—1983  | Побољшани основни модел, чија се унутрашњост од модела конфорт разликовала у седиштима спортског типа, која су била интегрисана са наслоном за главу. Имао је мотор са 1.116 и 64 и двогрли карбуратор. | |
|                                | 1979—1983  | Лукс модел, који је имао нове фелне од лаке легуре, као и инструмент-таблу која је имала бројач обртаја, као и уграђене бројаче притиска уља и температуре воде, који су били ван инструмент табле. Имао је мотор са 1.290 и 73 и двогрлим карбуратором. | |
|                                | 1979—1983  | Модел са каросеријом са троје врата. Унутрашњост је имао као конфорт, али су на њему задржани округли фарови са модела прве генерације, а имао је и стакла у боји (зелена и црна). Имао је две врсте мотора — стандардни од 1.116 и 55 из модела конфорт и побољшани од 1.290 и 73 из модела специјал. Модел Заставе 101 са троје врата се производио до 1990, а унапређиван је са осталим моделима 1983. и 1988. године. Након 1983. више није носио засебну ознаку модела „медитеран”, већ је користио назив основног, односно побољшаног модела, у зависности од јачине мотора. Приликом извоза овог модела коришћен је назив Zastava 311, односно Yugo 311. | |
| 1983 — 2008 (трећа генерација) |            | | |
|                                | 1983—1987  | Нови основни модел са новом опремом — нови шири браници са интегрисаним позиционим светлом и мигавцима, бочним мигавци у облику ромбоида на ивици предњег крила, нови дизајн фелни, редизајнирана инструмент-таблом у браон боји и нови ентеријер у коме је доминирала браон боја. | |
|                                | 1983—1987  | Основни модел, са мотором од 1.301 са 65 . | |
|                                | 1983—1987  | Лукс модел са новом опремом — потпуно нова инструмент табла, преузета из новијих модела „Фијата 128” са по два прекидача са леве и десне стране, потпуно новим командама за грејање и проветравање и великом затвореном касетом испред сувозача и отвореном полицом изнад ње; нови тапацирунзи врата у комбинацији скај-тканина у браон боји, нов дизајн ручице мењача и ручице ручне кочнице, као и нова задња полица, која се подизала са петим/трећим вратима. | |
|                                | 1983—1987  | Лукс модел са мотором од 1.301 са 65 . | |
|                                | 1987—1988  | Нови назив основног модела након промене тржишног бренда „Застава” у „Југо”, са инструмент-таблом и унутрашњим ентеријером из модела „GTL”. | |
|                                | 1987—1988  | Основни модел са мотором од 1.301 са 65 . | |
|                                | 1987—1988  | Лукс модел. | |
|                                | 1987—1988  | Лукс модел са мотором од 1.301 са 65 . | |
|                                | 1988—2008  | Нови основни модел са новом опремом — нова маска хладњака, нова хауба са једним редом прореза и пластичним уводником ваздуха, нове пластичне раткапне, интегрална бочна стакла на предњим вратима (без лептир стакла) са ретровизорима подесивим изнутра, унутрашњост возила и инструмент-табла су били у сивој и окер жутој боји (избачена из употребе 1991/92), тапацирунзи врата су били потпуно новог дизајна (пластични са слојем који имитира влакна тканине), електронско паљење и петостепени мењач (од 1994), светло хода уназад и светло за маглу на задњем бранику. Браници су до почетка 1990-их били са ранијих модела (метални хромирани са пластичним рубовима), а након тога су до почетка 2000-их уграђивани дубљи пластични браници са интегрисаним задњим светлима хода уназад и за маглу, након чега су добили уже пластичне бранике са модела Застава 128. Последње серије овог модела имале су савремену дигиталну таблу са електронским брзиномером и показивачем броја обртаја. Након повратка оригиналног тржишног бренда „Застава”, уместо дотадашњег „Yugo”, 2003. модел је претрпео измене у називу. | Модел Скала 55 са почетка производње · Застава Скала 55 са дубљим браницима, напред · Модел Скала 55 са краја производње |
|                                | 1988—2008  | Основни модел са мотором од 1.301 са 65 . | Модел Скала 55 са почетка производње · Застава Скала 55 са дубљим браницима, напред · Модел Скала 55 са краја производње |
|                                | 1994—2008  | Лукс модел са петостепеним мењачем и двогрли карбуратор са аутоматским саухом, од почетка производње, док је унутрашњост пратила измене основног модела. | Модел Скала 55 са почетка производње · Застава Скала 55 са дубљим браницима, напред · Модел Скала 55 са краја производње |
|                                | 1994—2008  | Лукс модел са мотором од 1.301 са 65 . | Модел Скала 55 са почетка производње · Застава Скала 55 са дубљим браницима, напред · Модел Скала 55 са краја производње |

| Верзије     | 1970e          | 1970e          | 1970e          | 1970e          | 1970e          | 1970e              | 1970e              | 1970e              | 1970e              | 1970e              | 1970e              | 1980e              | 1980e              | 1980e              | 1980e              | 1980e              | 1980e              | 1980e              | 1980e              | 1980e              | 1980e              | 1980e              | 1980e              | 1980e              | 1990e              | 1990e      | 1990e      | 1990e      | 1990e      | 1990e      | 1990e      | 1990e      | 1990e      | 1990e      | 2000e      | 2000e      | 2000e      | 2000e      | 2000e      | 2000e      | 2000e      | 2000e      | 2000e      |
| Верзије     | 1              | 2              | 3              | 4              | 5              | 6                  | 6                  | 7                  | 8                  | 9                  | 9                  | 0                  | 1                  | 2                  | 3                  | 3                  | 4                  | 5                  | 6                  | 7                  | 7                  | 8                  | 8                  | 9                  | 0                  | 1          | 2          | 3          | 4          | 5          | 6          | 7          | 8          | 9          | 0          | 1          | 2          | 3          | 4          | 5          | 6          | 7          | 8          |
| Основна     | 101 / 101 B    | 101 / 101 B    | 101 / 101 B    | 101 / 101 B    | 101 / 101 B    | 101 / 101 B        | 101 / 101 B        | 101 / 101 B        | 101 / 101 B        | 101 / 101 B        | confort            | confort            | confort            | confort            | confort            | GT / GX 55         | GT / GX 55         | GT / GX 55         | GT / GX 55         | GT / GX 55         | GT / GX 55         | GT / GX 55         | Skala 55           | Skala 55           | Skala 55           | Skala 55   | Skala 55   | Skala 55   | Skala 55   | Skala 55   | Skala 55   | Skala 55   | Skala 55   | Skala 55   | Skala 55   | Skala 55   | Skala 55   | Skala 55   | Skala 55   | Skala 55   | Skala 55   | Skala 55   | Skala 55   |
| Основна     | 101 / 101 B    | 101 / 101 B    | 101 / 101 B    | 101 / 101 B    | 101 / 101 B    | 101 / 101 B        | 101 / 101 B        | 101 / 101 B        | 101 / 101 B        | 101 / 101 B        | confort            | confort            | confort            | confort            | confort            | GT / GX 65         | GT / GX 65         | GT / GX 65         | GT / GX 65         | GT / GX 65         | GT / GX 65         | GT / GX 65         | Skala 65           | Skala 65           | Skala 65           | Skala 65   | Skala 65   | Skala 65   | Skala 65   | Skala 65   | Skala 65   | Skala 65   | Skala 65   | Skala 65   | Skala 65   | Skala 65   | Skala 65   | Skala 65   | Skala 65   | Skala 65   | Skala 65   | Skala 65   | Skala 65   |
| Побољшана   | 101 lux        | 101 lux        | 101 lux        | 101 lux        | 101 lux        | 101 lux            | 101 L              | 101 L              | 101 L              | 101 L              | specijal           | specijal           | specijal           | specijal           | specijal           | GTL / GLX 55       | GTL / GLX 55       | GTL / GLX 55       | GTL / GLX 55       | GTL / GLX 55       | GTL / GLX 55       | GTL / GLX 55       |                    |                    |                    |            |            |            | Skala 55 c | Skala 55 c | Skala 55 c | Skala 55 c | Skala 55 c | Skala 55 c | Skala 55 c | Skala 55 c | Skala 55 c | Skala 55 c | Skala 55 c | Skala 55 c | Skala 55 c | Skala 55 c | Skala 55 c |
| Побољшана   | 101 lux        | 101 lux        | 101 lux        | 101 lux        | 101 lux        | 101 lux            | 101 L              | 101 L              | 101 L              | 101 L              | super SC           | super SC           | super SC           | super SC           | super SC           | GTL / GLX 65       | GTL / GLX 65       | GTL / GLX 65       | GTL / GLX 65       | GTL / GLX 65       | GTL / GLX 65       | GTL / GLX 65       | Skala 65 c         | Skala 65 c         | Skala 65 c         | Skala 65 c | Skala 65 c | Skala 65 c | Skala 65 c | Skala 65 c | Skala 65 c | Skala 65 c | Skala 65 c | Skala 65 c | Skala 65 c | Skala 65 c | Skala 65 c |            |            |            |            |            |            |
| Троје врата |                |                |                |                |                |                    |                    |                    |                    |                    | mediteran 1100     | mediteran 1100     | mediteran 1100     | mediteran 1100     | mediteran 1100     | GT / GX / Skala 55 | GT / GX / Skala 55 | GT / GX / Skala 55 | GT / GX / Skala 55 | GT / GX / Skala 55 | GT / GX / Skala 55 | GT / GX / Skala 55 | GT / GX / Skala 55 | GT / GX / Skala 55 | GT / GX / Skala 55 |            |            |            |            |            |            |            |            |            |            |            |            |            |            |            |            |            |            |
| Троје врата | mediteran 1300 | mediteran 1300 | mediteran 1300 | mediteran 1300 | mediteran 1300 | GT / GX / Skala 65 | GT / GX / Skala 65 | GT / GX / Skala 65 | GT / GX / Skala 65 | GT / GX / Skala 65 | GT / GX / Skala 65 | GT / GX / Skala 65 | GT / GX / Skala 65 | GT / GX / Skala 65 | GT / GX / Skala 65 |                    |                    |                    |                    |                    |                    |                    |                    |                    |                    |            |            |            |            |            |            |            |            |            |            |            |            |            |            |            |            |            |            |

## Техничке карактеристике
|                                        |        |         |        |         |        |         |           |           |           |           |            |            |          |          |        |
| модели                                 | 101    | 101 lux | 101 L  | confort | super  | special | mediteran | mediteran | GT/GTL 55 | GT/GTL 65 | 1.1 GX/GLX | 1.3 GX/GLX | Skala 55 | Skala 65 |        |
| број цилиндара                         | четири | четири  | четири | четири  | четири | четири  | четири    | четири    | четири    | четири    | четири     | четири     | четири   | четири   | четири |
| пречник цилиндара                      | 80     | 80      | 80     | 80      | 80     | 86      | 86        | 80        | 80        | 86,4      | 80         | 86,4       | 80       | 86,4     |        |
| ход клипа                              | 55.5   | 55.5    | 55.5   | 55.5    | 55.5   | 55.5    | 55.5      | 55.5      | 55.5      | 55.5      | 55.5       | 55.5       | 55.5     | 55.5     | 55.5   |
| запремина                              | 1.116  | 1.116   | 1.116  | 1.116   | 1.116  | 1.290   | 1.290     | 1.116     | 1.116     | 1.301     | 1.116      | 1.301      | 1.116    | 1.301    |        |
| степен компресије                      | 9,2    | 9,2     | 9,2    | 9,2     | 9,2    | 9,2     | 9,2       | 9,2       | 9,2       | 9,2       | 9,2        | 9,2        | 9,2      | 9,2      | 9,2    |
| максимална снага при 6.000 o/min            | 40,4   | 40,4    | 40,4   | 40,4    | 47,1 kW  | 53,7    | 53,7      | 40,4      | 40,4      | 47,8      | 40,4       | 47,8       | 40,4     | 47,8     |        |
| максимални обртни моменат број обртаја | 77,4   | 77,4    | 77,4   | 77,4    | 77,4   | 95      | 95        | 77,4      | 77,4      | 95        | 77,4       | 95         | 77,4     | 95       |        |
| максимални обртни моменат број обртаја | 3.000  | 3.000   | 3.000  | 3.000   | 3.000  | 3.500   | 3.500     | 3.000     | 3.000     | 3.500     | 3.000      | 3.500      | 3.000    | 3.500    |        |

|                           |                |             |
| степени преноса           | четворостепени | петостепени |
| преносни однос 1 степен   | 3,583          | 4,091       |
| преносни однос 2 степен   | 2,235          | 2,235       |
| преносни однос 3 степен   | 1,454          | 1,469       |
| преносни однос 4 степен   | 1,037          | 1,043       |
| преносни однос 5 степен   | —              | 0,862       |
| преносни однос ход уназад | 3,714          | 3,714       |

|                           |        |        |
| преносни однос            | 53/13  | 64/17  |
| преносни однос 1 степен   | 16,679 | 15,401 |
| преносни однос 2 степен   | 9,112  | 8,414  |
| преносни однос 3 степен   | 5,989  | 5,530  |
| преносни однос 4 степен   | 4,252  | 3,927  |
| преносни однос 5 степен   | 3,518  | 3,245  |
| преносни однос ход уназад | 15,142 | 13,982 |

|                        |               |              |               |              |
| максимална брзина      | 1.116 cm³/ IV | 1.116 cm³/ V | 1.301 cm³/ IV | 1.301 cm³/ V |
| први степен преноса    | 45            | 44 km/h          | 47 km/h           | 42           |
| други степен преноса   | 75            | 70 km/h          | 75            | 78           |
| трећи степен преноса   | 115           | 108 km/h         | 115           | 119          |
| четврти степен преноса | 135 km/h          | 128          | 156 km/h          | 148          |
| пети степен преноса    | —             | 125 km/h         | —             | 143          |
| ход уназад             | 45            | 45           | 45            | 45           |
| максимални успон       | 1.116 cm³/ IV | 1.116 cm³/ V | 1.301 cm³/ IV | 1.301 cm³/ V |
| први степен преноса    | 30%           | 25%          | 35%           | 40%          |
| други степен преноса   | 17%           | 13,5%        | 20%           | 20%          |
| трећи степен преноса   | 10%           | 7,5%         | 12%           | 11,5%        |
| четврти степен преноса | 6%            | 4,5%         | 8%            | 6,5%         |
| пети степен преноса    | —             | 3%           | —             | 4,5%         |

|                         |       |         |       |         |       |         |           |           |           |           |            |            |               |               |       |
| модели                  | 101   | 101 lux | 101 L | confort | super | special | mediteran | mediteran | GT/GTL 55 | GT/GTL 65 | 1.1 GX/GLX | 1.3 GX/GLX | Skala 55      | Skala 65      |       |
| дужина возила           | 3.836 | 3.836 mm  | 3.822 | 3.822 mm  | 3.792 | 3.792   | 3.792     | 3.792     | 3.762     | 3.762     | 3.762      | 3.762      | 3.762 / 3.814 | 3.762 / 3.814 |       |
| висина возила           | 1.372 | 1.372   | 1.372 | 1.372   | 1.372 | 1.372   | 1.372     | 1.372     | 1.345     | 1.345     | 1.345      | 1.345      | 1.345         | 1.345         | 1.345 |
| ширина возила           | 1.590 | 1.590   | 1.590 | 1.590   | 1.590 | 1.590   | 1.590     | 1.590     | 1.590     | 1.590     | 1.590      | 1.590      | 1.590         | 1.590         | 1.590 |
| међуосовинско растојање | 2.449 | 2.449   | 2.449 | 2.449   | 2.449 | 2.449   | 2.449     | 2.449     | 2.449     | 2.449     | 2.449      | 2.449      | 2.449         | 2.449         | 2.449 |

## Галерија
- Рани модел популарног „Стојадина“ са округлим фаровима и хромираним браницима
- Застава 101
- Застава 101L
- Унутрашњос модела „101 confort”
- Југо Скала 55
- Застава Скала 55
- Застава 101 GTL 55
- Застава 101 GTL 55
- Аутор рели у Краљеву, 1980. ж